# 航空母艦戰鬥群

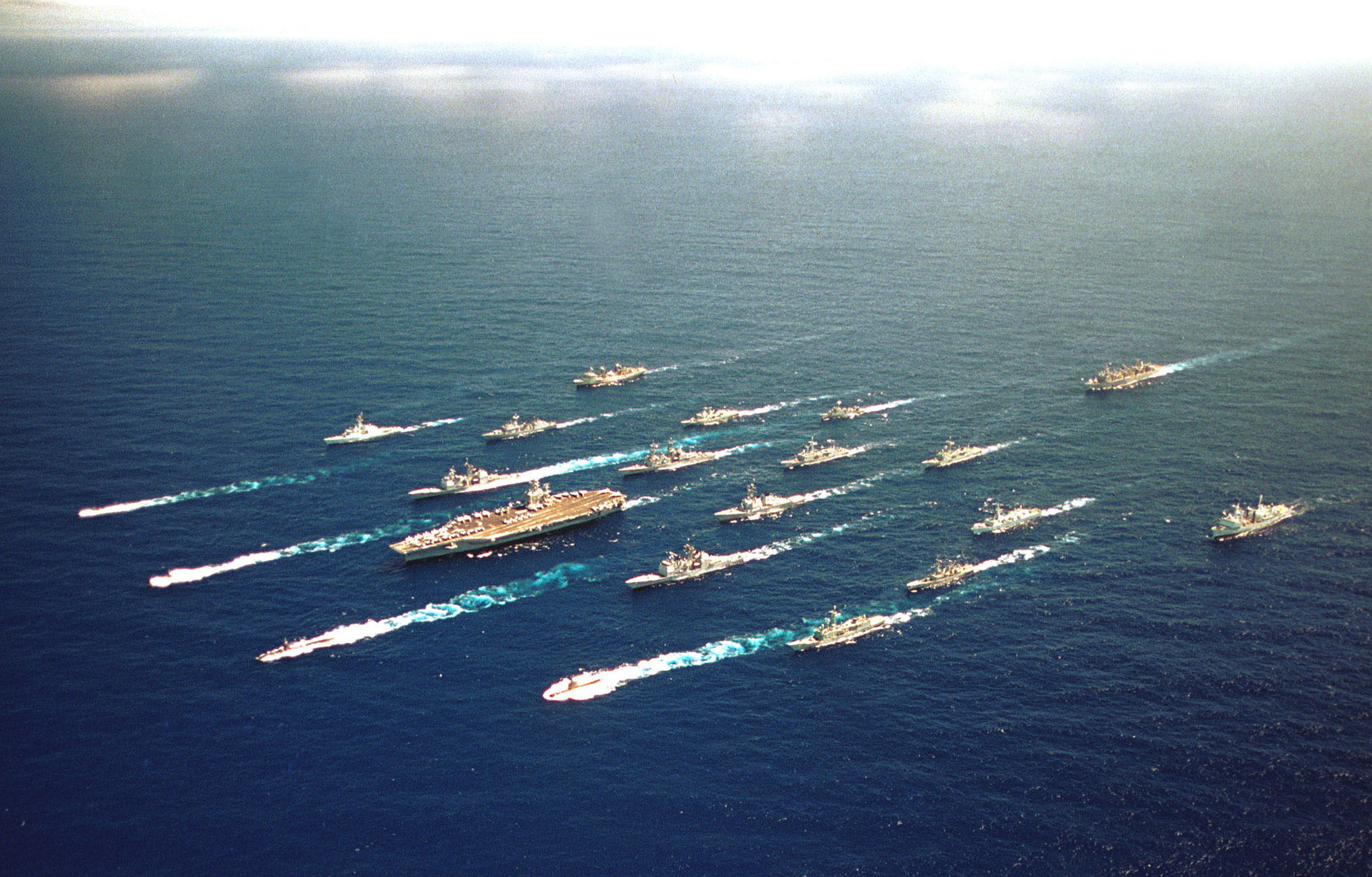
美國海軍亞伯拉罕·林肯號航空母艦戰鬥群(2000年環太平洋軍事演習)

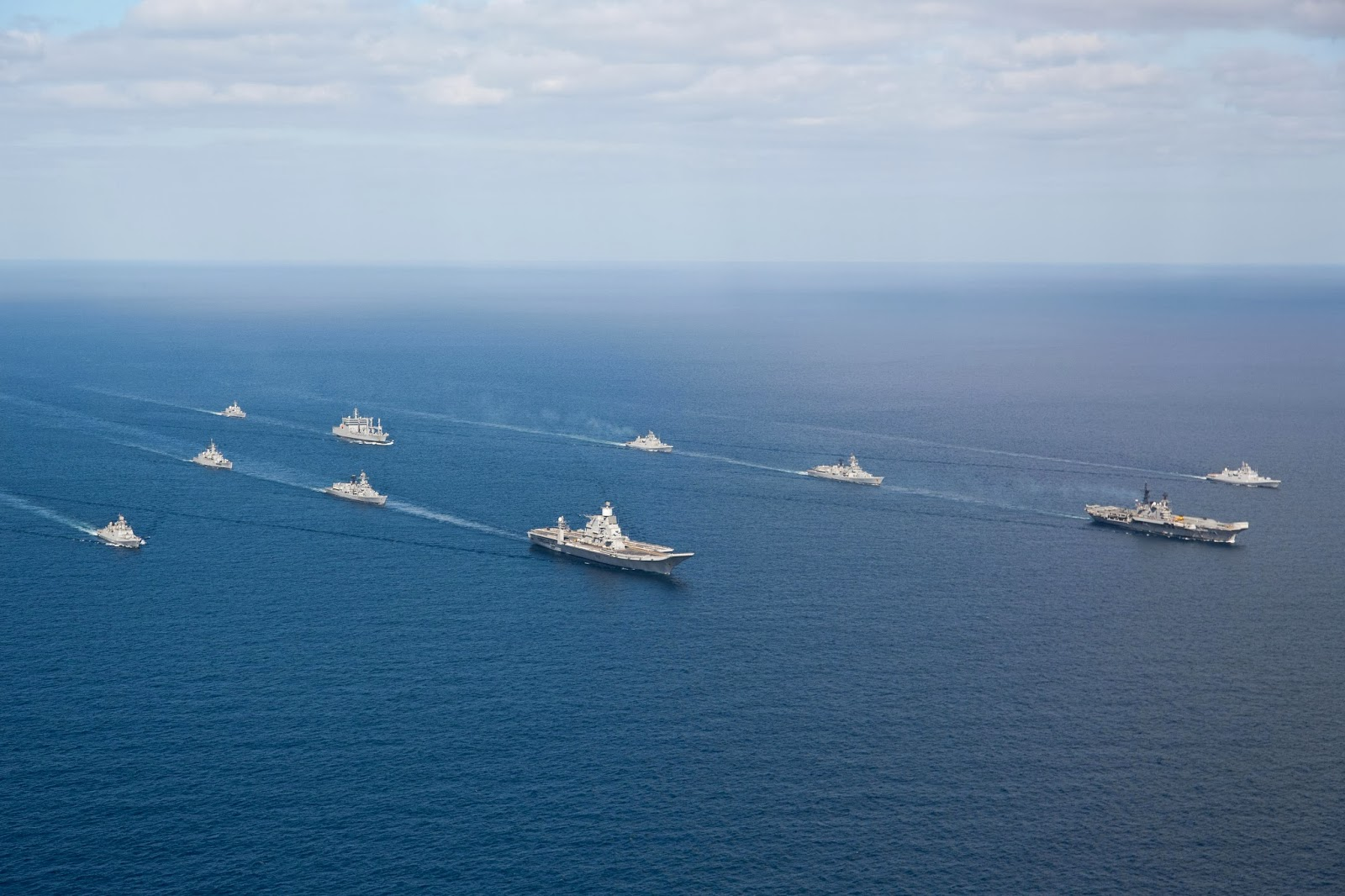
印度海軍維克拉瑪蒂亞號及維拉特號航空母艦戰鬥群

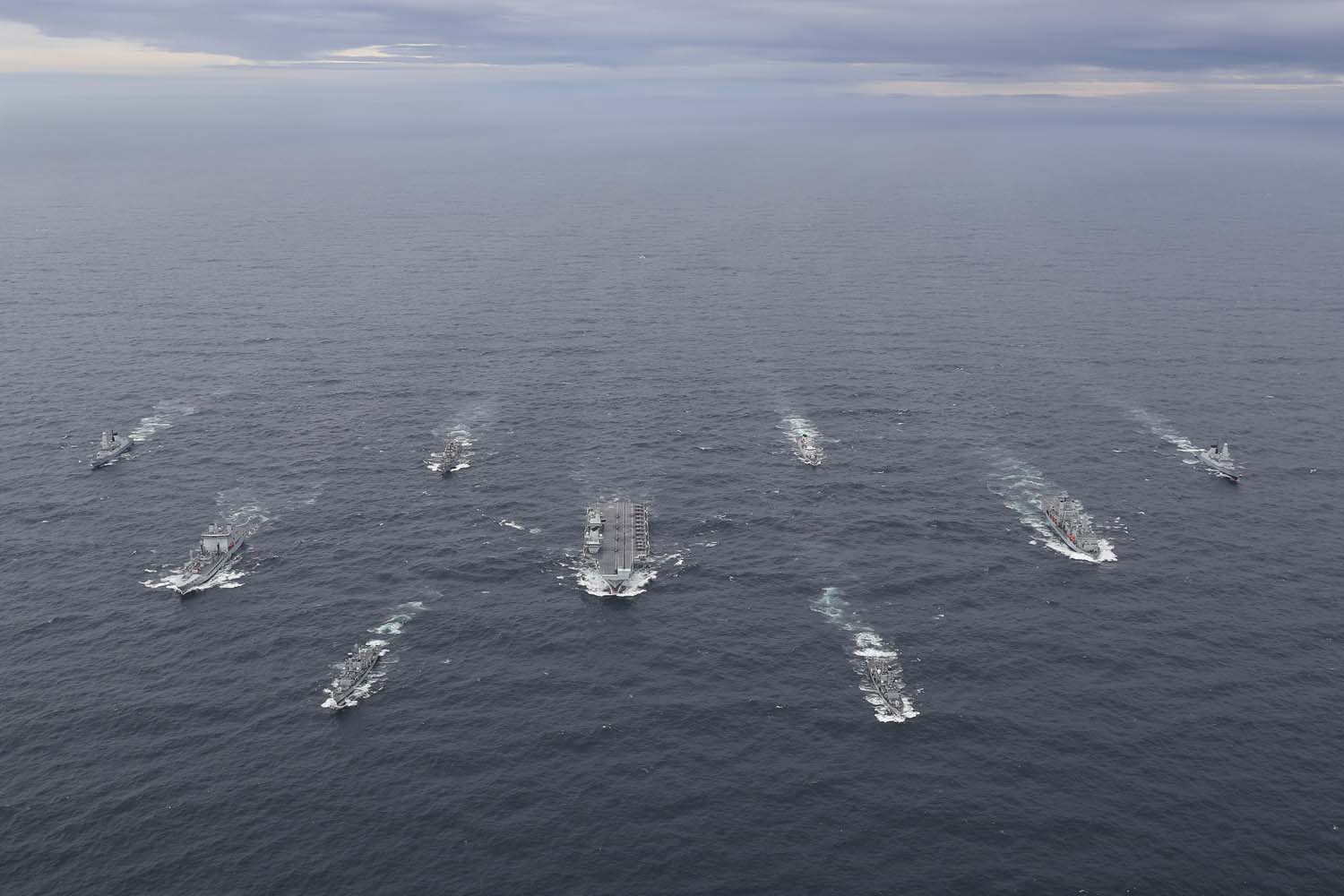
英國皇家海軍伊莉莎白女王號航空母艦戰鬥群

航空母艦戰鬥群（英語：carrier battle group，縮寫为、或）或航母战斗群是一支以航空母艦為海战主力舰的海军舰队。這種艦隊絕大部分由美國所擁有，是其力量投射能力的重要部分。其他擁有航母戰鬥群的國家包括：英國、法國、義大利、俄羅斯、中國和印度。
美國海軍目前有11艘超级航母服役，全部都是核子動力，可以組成航空母艦戰鬥群，使美國能快速攻擊幾乎世界任何地方。儘管成本高昂，美軍目前仍維持大量航艦戰鬥群作為遠程武力投射的重要力量，主要著眼於航艦戰鬥群可以快速機動部署的能力，無需借用其他國家的機場與相關設施，減少政治上的干預與折衝。另一方面，也反映出美國在冷戰期間的分工規劃。美國海軍以航艦戰鬥群提供海軍航空武力，以維繫大西洋兩岸之間的遠洋作業與航線安全，北約盟國則提供其他作戰艦艇支援航艦戰鬥群，或者是其他作戰以及運輸的需要。

## 基本編制
雖然航艦能投射大量的空中武力，但是艦艇本身的防禦能力薄弱、所以需要其他艦艇，包括水面與水下艦艇提供保護。航艦戰鬥群的分工可以看成航艦執行任務，而其他艦艇保護航艦。
航艦戰鬥群各有不同，不過現在一個美軍航艦戰鬥群基本上由以下艦艇組成，涵蓋防空、反艦、反潛、水下作戰、補給五大領域：
- 一艘航空母艦。美國目前為尼米茲級航空母艦，提供美國政府許多選擇，從單純武力展示到對各類目標發動攻擊都有。航艦也使飛機不必顧慮使用其他國家機場與航道空域的問題。航空母艦也可提供其他部隊的長時間支援。航艦是艦隊的旗艦，由一個海軍少將以先進的作戰系統與通訊設備指揮。
- 一到兩艘導彈巡洋艦。美國目前是以配備神盾戰鬥系統的提康德羅加級巡洋艦擔任：這兩艘巡洋艦作為航艦戰鬥群的護衛中樞，提供防空，反艦與反潛等多種作戰能力。艦上另有戰斧巡弋飛彈，具有長程攻擊地面目標的能力。
- 三到四艘導彈驅逐艦。美國現役為阿利伯克级驱逐舰，同樣使用神盾戰鬥系統。這些驅逐艦協助艦隊當中的巡洋艦擴展防衛圈的範圍，同時用於防空，反潛與反艦作戰，本級艦同樣配有戰斧巡弋飛彈。
- 一到三艘攻擊潛艦。美國現役是維吉尼亞級核動力攻擊潛艦。用於支援保護艦隊對水面或者是水下目標的警戒與作戰。
- 一到兩艘補給艦。

現在一個美軍航艦戰鬥群的攻擊與防衛能力很複雜。大致來說是依靠航空母舰載運的戰鬥機、攻擊機、預警機、反潜飞机或直升机來攻擊、防衛或搜索距离航母数百公里之外的敵人。其他的作戰艦艇則以保護航空母艦的操作安全為第一優先任務，其次是支援航艦的攻擊任務，並且承擔人員的搜救工作。
航艦戰鬥群的角色則包含：
- 保護海上運輸航道的使用與安全。
- 保護兩棲部隊的運輸與任務執行。
- 協同陸基飛機共同形成與維持特定地區的空優。
- 以武力展示的手段滿足國家利益需求。

## 歷史
從日德蘭海戰到太平洋戰爭期間，正是主力艦的顛峰時期。隨著飛機的發明，幾乎在同時，各國已經開始實驗讓飛機由船隻起降的可能。海軍假期期間，受到國際條約限制，各海軍強國用自己的方法規避條約、維持海上戰力。其中，美軍在歷次演習中得到結論，認定相對快速的航空母艦設計與應用上應有以下特徵：需有艦島設計、不應配置大型火砲、僅需要防空火力走廊與魚雷、全通式甲板、兩端起降能力、重型航空母艦優於中輕型航空母艦、機群停放不該限制於機庫、航空母艦應該擁有自己的作戰群，而不是與主力艦混編作戰。日本與英國則得到相反的結論。
航艦戰鬥群是在二戰期間參與實戰。珍珠港事變讓美國太平洋艦隊主力艦折損殆盡，這讓太平洋意外成為航空母艦戰鬥群的初登場舞台，美國與日本的太平洋戰爭成為航艦戰鬥群編組思想的決戰、也是大艦巨砲主義與全甲板攻擊理論的思想決鬥。當時的航艦戰鬥群艦艇數目要比現在大得多。這也是唯一一次航艦戰鬥群對航艦戰鬥群的戰爭。其中一個有名的例子是中途岛海战。英國海軍也有一些規模較小的航艦戰鬥群在大西洋、地中海以及太平洋地區作戰。
冷戰期間，航空母艦戰鬥群的兩大任務是在美國與蘇聯衝突當中保護大西洋航線（維持美國與西歐盟國之間的補給線），以及威脅蘇聯在北大西洋的艦隊以及重要陸上目標。由於蘇聯很晚才發展全通甲板形式的航空母艦，雙方在海上出現航艦對峙的情況並不常見。蘇聯的對應是用潛艦追蹤北約的每一個航空母艦戰鬥群，若發現有敵對行為，則擊沉航空母艦。蘇聯也可利用飛機（如Tu-22M逆火戰略轟炸機）及水面艦艇以發射大量反艦飛彈攻擊航艦戰鬥群。為了支援這種戰術，蘇聯需要建構龐大的偵測與攻擊系統，這些系統包含長程海上巡邏機，各種蒐集電子情報的水面船隻等等。美國海軍為應付這種戰術，投入了大量資源提升反潛作戰能力及水面艦艇的作戰系統（如紀德級驅逐艦使用的NTU系統），同時也發展新一代的艦載與空載作戰系統，強化自動目標偵查與識別以及多目標接戰能力。這些系統包含AIM-54飛彈、F-14雄貓式戰鬥機、神盾戰鬥系統等等。
20世紀末到21世紀初，美國航艦戰鬥群大多用於不受挑戰的情況。美國自己的評估認為未來比較可能大規模使用航艦戰鬥群的場合，多半是在美國與中國在台灣週邊地區的衝突中。觀察者公認1990年代以來人民解放軍的擴軍已經使航艦戰鬥群在台灣海峽的部署變得更為複雜。

## 使用

### 美國

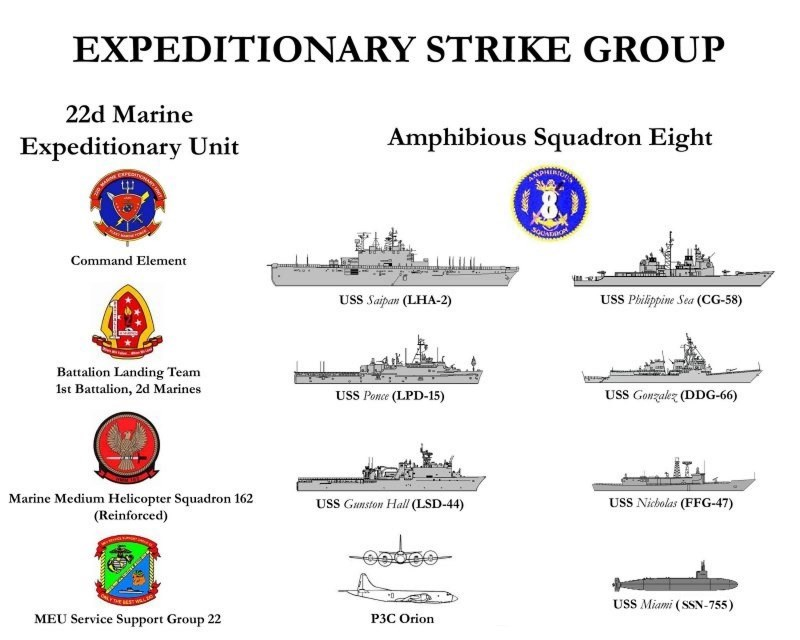
美國海軍遠征打擊群

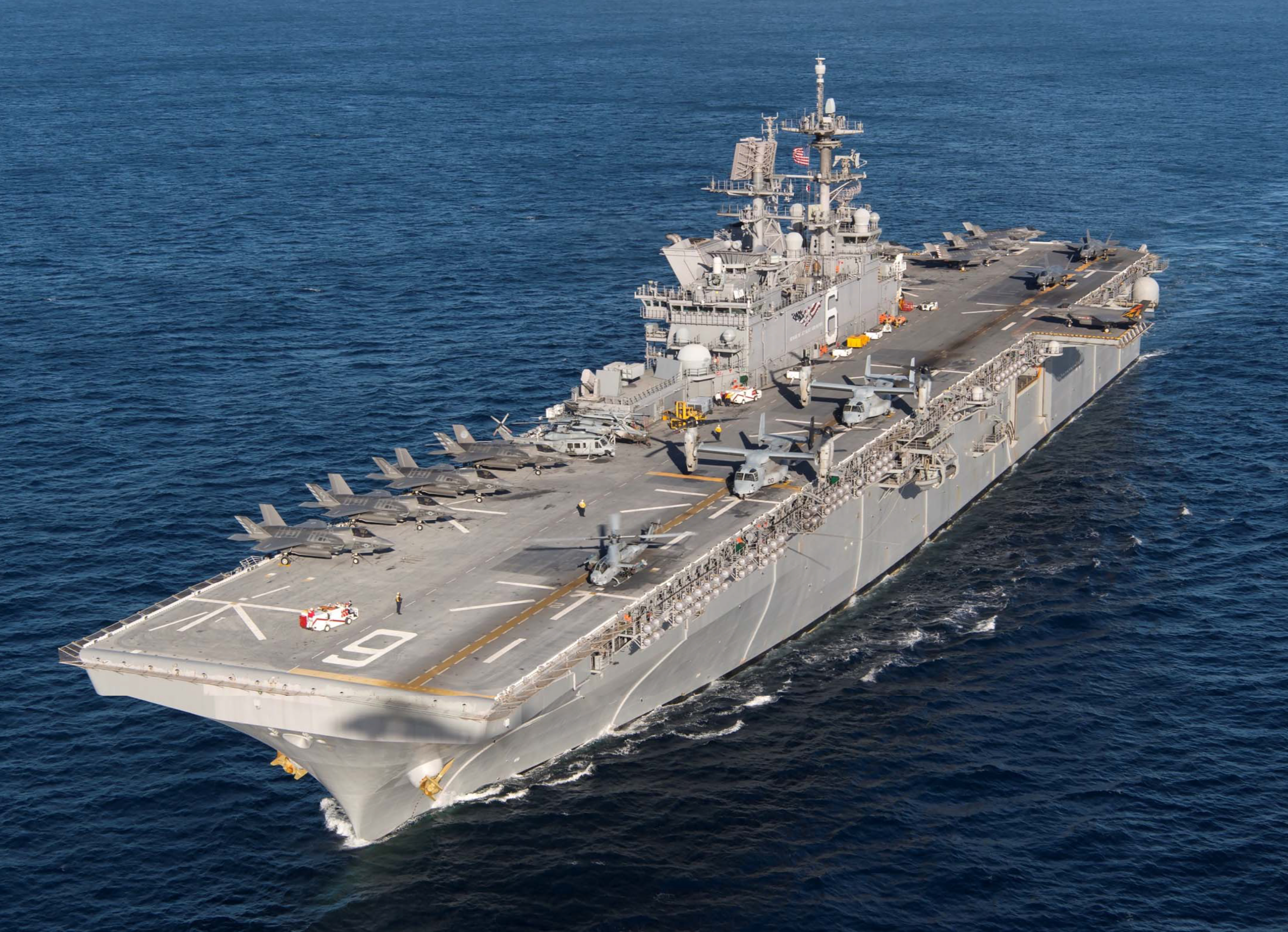
擔任遠征打擊群旗艦的美利堅級兩棲突擊艦可搭載F-35B戰鬥機及V-22傾轉旋翼機

1990年代，美國海軍計劃部署12個航空母艦戰鬥群及12個遠征打擊群。因應蘇聯解體，美國航母戰鬥群失去了強大對手，美國戰略也由艦隊作戰轉變為由海向陸，因此美國縮小航母編隊成立航母打擊群，到90年代中期，隨着軍費支出減少，新建的航空母艦及兩棲突擊艦只能以一換一方式替代退役軍艦。由於軍艦數量不足，美國海軍縮減了打擊群的部署數量。
航空母艦打擊群
航空母艦打擊群（Carrier Strike Group）包括一艘航空母艦、至少一艘巡洋艦及一支驅逐艦隊（最少兩艘驅逐艦或巡防艦）。
美國海軍計劃維持11個航空母艦打擊群，其中一個部署在日本，其他以美國為母港。
遠征打擊群
遠征打擊群（Expeditionary Strike Group）包括最少一艘兩棲突擊艦、一艘船坞登陆舰及一艘兩棲運輸艦。
美國海軍計劃維持9個遠征打擊群。

### 英國
英國皇家海軍是最早部署航空母艦的軍隊之一，百眼巨人號於1918年服役。不過，无敌级航空母舰退役後，英國於2010至2018年間沒有可作戰的航空母艦打擊群。2017年，伊莉莎白女王級航空母艦開始服役。2019年，英國重建了航空母艦打擊群。英國與軍事盟友簽署了協議，荷蘭及美國的軍艦會加入英國航空母艦打擊群，擔任護航任務。
英國航空母艦打擊群（UKCSG）的編制包括：
- 1艘伊莉莎白女王級航空母艦
- 2艘45型驅逐艦
- 1艘阿利·伯克級驅逐艦（屬美國海軍）
- 2艘23型巡防舰
- 1艘七省级巡防舰（屬荷蘭皇家海軍）
- 1艘机敏级核潜艇
- 1艘維多利亞級補給艦（英语：Fort Victoria-class replenishment oiler）
- 1-2艘潮級艦隊油船（英语：Tide-class tanker）

艦載機隊包括：
- 18架F-35B戰鬥機
- 3架灰背隼直升機（空中预警及管制）
- 4架灰背隼直升機（反潛作戰）
- 3架灰背隼直升機（運兵及物流）

配置在護航艦隊的飛行器：
- 4架野貓直升機（英语：AgustaWestland AW159 Wildcat）

### 俄羅斯
俄羅斯海軍擁有一艘庫茲涅佐夫元帥級航空母艦，它曾與基洛夫级核巡洋舰、光荣级巡洋舰、现代级驱逐舰、无畏级驱逐舰及风暴海燕级护卫舰一同執行巡邏任務。
2016年11月，俄羅斯決定軍事介入敘利亞內戰，库兹涅佐夫号首次參與實戰。當時的護航艦隊包括1艘基洛夫级核巡洋舰和2艘无畏级驱逐舰。
不過，库兹涅佐夫号航空母舰維修期間，俄罗斯自2017年起沒有可作戰的航空母艦打擊群。

### 中國
中國共有2艘航空母艦遼寧艦及山东舰在役，並與055型导弹驱逐舰、052C型导弹驱逐舰、052D型导弹驱逐舰、054A型導彈護衛艦、901型綜合補給艦及09III型核潛艇組成航空母艦戰鬥群。

### 法國
法國海軍擁有一艘核動力航空母艦戴高樂級。法國海軍把航空母艦戰鬥群命名為 「海軍空中作戰群」 （Groupe Aéronaval）。
除了戴高樂號航空母艦，戰鬥群還包括：
- 航空母艦飛行大隊
  - 最多30架陣風戰鬥機
  - 2架E-2空中預警機
  - 3架海豚直升機及2架獰貓直升機
- 1艘紅寶石級攻擊核潛艇
- 2艘反潛驅逐艦（阿基坦級巡防艦）
- 2艘防空驅逐艦（地平線級驅逐艦或卡沙級驅逐艦（英语：Cassard-class frigate））
- 1艘隱形巡防艦於前方巡邏（通常是拉法葉級巡防艦）
- 1艘補給艦（杜蘭斯級油輪（英语：Durance-class tanker））

此外，法國海軍也擁有3艘西北風級兩棲突擊艦作為兩棲作戰的主力，可作直升機航空母艦使用。西北風級的護衛艦隊編制通常與戴高樂號相同。

### 印度
2022年，印度海軍共有2艘航空母艦，包括從俄羅斯購入的1艘基輔級航空母艦和1艘國產的維克蘭特級航空母艦。印度正計劃建造另一艘同級艦，目標在2035年擁有3個航空母艦戰鬥群。
維克蘭特號航空母艦戰鬥群還包括加尔各答级驱逐舰、什瓦利克级巡防舰、塔爾瓦級巡防艦、格莫爾達級護衛艦及迪帕克級艦隊油輪。

### 意大利
意大利海军共有2艘航空母艦，分別是1艘國產的加里波底級及1艘國產的加富爾級。意大利海軍把航空母艦戰鬥群命名為 「第31海軍打擊群（31st Naval Group）」。
除了加富尔号航空母舰，戰鬥群還包括：
- 航空母艦飛行大隊
- 多功能護衛艦阿爾皮諾號巡防艦（英语：Italian frigate Alpino (F 594)）[2]

## 未來用處的辯論
航艦戰鬥群在21世紀海戰中的用處正處於辯論中。航艦戰鬥群的支持者認為航艦戰鬥群仍然提供無人能比的火力與力量投射能力。反對者則認為航艦戰鬥群在不斷進步的火力艦與巡弋飛彈面前越來越脆弱（特別是有能力進行超音速飛行以及極度曲折飛行，足以躲過地對空飛彈）。同時要注意，航艦戰鬥群是為冷戰設想設計的，在建立海岸控制之上作用不大。

## 外部連結
- Carlo Kopp, MARITIME STRIKE The Soviet Perspective （页面存档备份，存于）.（英文） 介紹蘇聯海軍攻擊戰術，也介紹了攻擊美軍航空母艦戰鬥群的戰術。

1. ↑  新浪網. . 新浪香港. 2023-07-05  [2023-07-16]. （原始内容存档于2023-07-16） （美国英语）.
2. 1 2  郭顏慧. .   [2024-08-25]. （原始内容存档于2024-09-25）.